# Foire internationale de Damas
 (août 2019).
Si vous disposez d'ouvrages ou d'articles de référence ou si vous connaissez des sites web de qualité traitant du thème abordé ici, merci de compléter l'article en donnant les références utiles à sa vérifiabilité et en les liant à la section « Notes et références ».
La Foire internationale de Damas (en arabe : معرض دمشق الدولي) est un événement organisé annuellement à Damas depuis 1954. La 59e a eu lieu en 2017, la première en cinq ans, avec 43 pays participants.